# 62ª Divisione fanteria "Marmarica"
La 62ª Divisione fanteria "Marmarica" è stata una divisione autotrasportabile di tipo AS del Regio Esercito italiano durante la seconda guerra mondiale. Ha preso parte agli scontri iniziali della campagna del Nordafrica, prima di essere annientata in battaglia. Prende il nome dall'omonima regione nordafricana, situata a cavallo tra la Libia e l'Egitto.

## Storia
La 62ª Divisione fanteria "Marmarica" trae le sue origini dalla Brigata "Treviso", costituita nel marzo 1915. Nata il 9 maggio 1937, la "Marmarica" fu subito inviata in Libia prima a Tobruk, poi a Derna, alle dipendenze della 10ª Armata. A seguito dell'inizio delle ostilità contro la Gran Bretagna, il 14 giugno 1940 la divisione venne impegnata in combattimenti fino al 23 luglio nella zona della Ridotta Capuzzo, sul confine libico-egiziano. Il 9 settembre reparti della divisione si spinsero in territorio egiziano, con la funzione di proteggere il fianco destro dell'avanzata italiana verso Sidi el Barrani. All'epoca del contrattacco britannico del 9 dicembre, la "Marmarica" era posizionata nell'area di Sidi Omar, Passo Halfaya e Sollum. Investita dall'offensiva della Western Desert Force britannica, la divisione venne costretta alla ritirata verso la fortezza di Bardia, dove capitolò il 5 gennaio 1941 durante la sua difesa nel settore centrale. Per il coraggio dimostrato nella resistenza, venne insignito postumo della Medaglia d'oro al valor militare il Tenente colonnello bojanese Francesco Cavadini che condusse, dopo aver perso ogni speranza di resistere, un ultimo contrassalto alla testa dei suoi uomini, perdendo in quest'azione la vita .

## Struttura
62ª Divisione fanteria "Marmarica": 1940
- Comando
- 115º Reggimento fanteria "Treviso"
  - Compagnia comando reggimentale
  - I Battaglione fanteria
  - II Battaglione fanteria
  - III Battaglione fanteria
  - Compagnia mortai (6 mortai da 81 mm)
  - Batteria armi di accompagnamento (4 cannoni 65/17 Mod. 1908/1913)
- 116º Reggimento fanteria "Treviso"
  - stessa organizzazione del 115º
- 44º Reggimento artiglieria "Marmarica"
  - Reparto comando
  - I Gruppo da 100/17 (12 obici 100/17)
  - II Gruppo da 75/27 (12 cannoni da 75/27)
  - III Gruppo da 75/27 (12 cannoni da 75/27)
  - 62ª Batteria controaerei (8 mitragliere da 20 mm)
  - 262ª Batteria controaerei (8 mitragliere da 20 mm)
- LXII Battaglione misto genio
- LXII Battaglione mitraglieri
- LXII Battaglione complementi
- LXII Battaglione carri L (46 carri L3/35)
- 62ª Compagnia motociclisti
- 62ª Compagnia cannoni controcarri (cannoni 47/32 Mod. 1935)

## Comandanti
| Grado                 | Nome                                                | Periodo                                          |
| --------------------- | --------------------------------------------------- | ------------------------------------------------ |
| Generale di divisione | Angelo Rossi                                        | dal 20 maggio 1937 al 9 dicembre 1938            |
| Generale di brigata   | Armando Pescatori (vice com.te dal 20 maggio 1937)  | interinale dal 10 dicembre 1938 al 9 aprile 1939 |
| Generale di divisione | Francesco Laviano                                   | dal 10 aprile 1939 al 28 maggio 1940             |
| Generale di divisione | Ruggero Tracchia (catturato a Bardia dagli inglesi) | dal 29 maggio 1940 al 5 gennaio 1941             |